# Plagithmysus dubautianus
Plagithmysus dubautianus är en skalbaggsart som först beskrevs av J. Linsley Gressitt och Davis 1969.  Plagithmysus dubautianus ingår i släktet Plagithmysus och familjen långhorningar. Inga underarter finns listade i Catalogue of Life.